# Sybra punctatostriata
Sybra punctatostriata là một loài bọ cánh cứng trong họ Cerambycidae.